# Arenaria tejedensis
Arenaria tejedensis (Willk.) Fior & P.O.Karis  är en ört som ingår i släktet narvar, inom familjen nejlikväxter. 
Kompletterande taxa

  subclass = Magnoliidae Novák ex Takht.

  superorder = Caryophyllanae Takht.

## Underarter
- Moehringia intricata ssp. castellana J.M.Monts., (1986)
- Moehringia intricata ssp. giennensis C.Díaz, Mota & F.Valle, (1991)
- Moehringia intricata ssp. tejedensis (Willk.) J.M.Monts.
- Moehringia intricata var. tejedensis auct. non Huter & al (1986)
- Moehringia intricata ssp. tejedensis (Willk.) J.M.Monts., (1986)
- Moehringia tejedensis var. nevadensis Sennen Fyndort 2 400 m ö h
- Moehringia tejedensis var. rifana Maire, (1948) non Willk

## Habitat
Spanien, Marocko

## Biotop
Fjäll, Berg
Moehringia tejedensis Willk. hittades 1893 av insamlingsexpeditionen Huter, Porta & Rigo på 1 600–1 700 m ö h.

## Etymologi
- Släktnamnet Arenaria härleds från latin arena = sand med syftning på att växten trivs i sandiga marker.
- Artepitetet tejedensis namngivet efter fyndplatsen Sierra de Tejeda i Spanien